# Miss You (Rolling-Stones-Lied)
Miss You ist ein Lied der Band The Rolling Stones aus dem Jahr 1978, das von Mick Jagger und Keith Richards geschrieben wurde. Das von Disco-Sound geprägte Lied erschien auf dem Album Some Girls.

## Geschichte
Jagger und Ronnie Wood beteuerten, dass das Lied nicht als Disco-Song geschrieben wurde, während Keith Richards sagte: “…‘Miss You’ was a damn good disco record; it was calculated to be one.” (deutsch: „‘Miss You’ war eine verdammt gute Disco-Scheibe, sie war darauf konzipiert eine zu sein“). Charlie Watts sagte: “A lot of those songs like ‘Miss You’ on ‘Some Girls’… were heavily influenced by going to the discos. You can hear it in a lot of those four-to-the-floor and the Philadelphia-style drumming.” (deutsch: „Viele dieser Songs wie ‘Miss You’ auf dem Album ‘Some Girls’ waren stark von Diskothekenbesuchen beeinflusst. Man kann es beim 4-to-the-floor-Rhythmus und dem Philadelphia-Stil des Schlagzeugs hören“). Bei den Bass-Parts orientierte sich Bill Wyman zunächst an der Demoversion, auf der Billy Preston Bass gespielt hatte. Chris Kimsey, der als Toningenieur bei den Aufnahmen beteiligt war, sagte: “Wyman went … to quite a few clubs before he got that bass line sorted out” (deutsch: „Wyman besuchte zahlreiche Clubs, bevor er die Bassfigur herausfand“), die laut Kimsey das Stück ausmachte. Jagger sang während der Refrains im Falsett die charakteristischen „Ooohhs“ oft unisono mit der Mundharmonika, der Gitarre und dem E-Piano.
Anders als bei den meisten Liedern des Albums Some Girls wirkten bei Miss You mehrere Gastmusiker wie Sugar Blue (der die Mundharmonika spielte), Ian McLagan (Wurlitzer Electric Piano) und Mel Collins (Saxophon) mit.
Die Veröffentlichung erfolgte am 10. Mai 1978. In Großbritannien erschien das Stück neben einer normalen Single auch als 30-cm-Maxisingle in pinkfarbigem Vinyl mit verlängerter Spieldauer von 8′26″. Die B-Seite Faraway Eyes wurde gegenüber dem Albumtitel verkürzt (ohne Ron Woods Steel-Guitar-Solo). In Kanada und den Vereinigten Staaten wurde der Disco-Song ein Nummer-eins-Hit, in den USA zugleich der letzte Nummer-eins-Hit der Band. 
In der Episode Heißes Pflaster Florida in Miami Vice und dem Film Auf kurze Distanz konnte man den Song hören. Miss You kam in der vom Musikmagazin Rolling Stone erstellten Liste der 500 besten Songs aller Zeiten auf Platz 498.

## Coverversionen
- 1989: Weird Al Yankovic (The Hot Rock Polka)
- 1990: King Tee (Diss You)
- 1993: Sugar Blue
- 2000: Mirwais
- 2002: Etta James
- 2003: Ronnie Wood (Liveversion)
- 2003: The Concretes
- 2003: Jacqui Naylor
- 2005: Danny Federici
- 2006: Ann Peebles
- 2007: The Dynamics
- 2010: Buddy Guy feat. Jonny Lang & Ronnie Wood (Liveversion)
- 2011: Dani Wilde
- 2014: Eric Gales[5]
- 2017: Carla Bruni[6]